# Дурхан Мустафа
Дурхан Мехмед Мустафа български политик. Народен представител от парламентарната група на ДПС в XLI и XLII народно събрание. Областен председател на ДПС - Бургас. Владее руски и турски език.

## Биография
Дурхан Мустафа е роден на 27 септември 1971 година в село Добра поляна. Завършва специалност „Право“ в Бургаски свободен университет. Работил е като юрисконсулт в Община Руен и Фонд „Тютюн“.
В периода от 2003 до 2009 година е кмет от ДПС на Община Руен.
На парламентарните избори през 2009 година е избран за народен представител в XLI НС от листата на ДПС във 2-ри МИР Бургас.
На парламентарните избори през 2013 година е избран за народен представител в XLII НС от листата на ГЕРБ във 2-ри МИР Бургас.